# Xã Churchill, Michigan
Xã Churchill (tiếng Anh: Churchill Township) là một xã thuộc quận Ogemaw, tiểu bang Michigan, Hoa Kỳ. Năm 2010, dân số của xã này là 1.713 người.